# Реальная любовь
«Реа́льная любо́вь» (англ. Love Actually) — британская рождественская романтическая комедия 2003 года, написанная и снятая Ричардом Кёртисом. В фильме задействован актёрский состав, состоящий преимущественно из британских актёров, многие из которых работали с Кёртисом в предыдущих проектах. Международное совместное производство Великобритании, США и Франции, фильм в основном снимался на натуре в Лондоне, Англия, Великобритания. Фильм углубляется в различные аспекты любви, показанные через 10 отдельных историй с участием разных людей, многие из которых связаны по мере развития сюжета. История начинается за шесть недель до Рождества и разыгрывается в еженедельном обратном отсчете до праздника, за которым следует эпилог, происходящий в Новый год.
Фильм был выпущен в США 14 ноября 2003 года и неделей позже в Великобритании во время его театрального проката. Фильм Реальная любовь имела кассовый успех, собрав 250,2 миллиона долларов по всему миру при бюджете в 40 миллионов долларов. Фильм получил смешанные отзывы и был номинирован на премию «Золотой глобус» за лучший фильм — комедия или мюзикл. Снятый для телевидения короткометражный фильм-продолжение День красных носов был показан в двух разных версиях на BBC One и NBC в 2017 году в рамках благотворительного мероприятия День красных носов 2017. Оглядываясь назад, можно сказать, что фильм стал культовым и часто становится основным фильмом, демонстрируемым в период Рождества как в Великобритании, так и в США. 
Слоган «It’s All About Love… Actually» (с англ. — «Всё это про любовь… вообще-то»). 
Фильм получил рейтинг MPAA R (лицам до 17 лет обязательно присутствие взрослого).

## Сюжет
Сюжет состоит из девяти параллельно развивающихся историй. Действие фильма происходит в конце 2003 года, начинаясь за 5 недель до Рождества. Кульминация всех сюжетов приходится на сочельник, когда действие фильма причудливым образом переплетает между собой всех персонажей. Основной смысл и основная фраза фильма: «Любовь вокруг нас»/«Любовь реальна повсюду» (Love Actually Is All Around). Главными героями картины являются все персонажи, в фильме нет ставки на участие главных героев — звёзд.
Картина начинается и заканчивается в аэропорту Хитроу. В эпилоге встречаются все герои. Одни улетают в отпуск или в медовый месяц, другие встречают прибывающих.

### Билли Мэк и Джо
Старый рокер Билли Мэк (Билл Найи), когда-то популярный, а ныне вышедший в тираж, возвращается на сцену и записывает ремейк старой романтической песни «Love is all around» («Любовь повсюду») группы «The Troggs». В тексте песни слово «любовь» повсеместно заменяется на «Рождество». Сам Билли настроен скептически, эпатажно ведёт себя в прямых теле- и радиоэфирах, чихвостит своего толстого менеджера и откровенно называет свой новый сингл дерьмовым. Но он всё же намерен выйти на первое место в рождественском хит-параде, так что не совсем понятно, самокритика ли это или тонкий пиар. Под конец фильма Билли задумывается о своей жизни и приходит к выводу, что единственный, кого он любит, — это его менеджер. Он не гей, просто нельзя не любить того человека, который оказался самым близким твоим другом.

### Джульет, Питер и Марк
Свадьба Джульет (Кира Найтли) и Питера (Чиветел Эджиофор) — одна из первых сцен фильма. Марк (Эндрю Линкольн), лучший друг Питера, — главный её организатор и шафер, тщательно снимает всю церемонию на собственную видеокамеру. Через некоторое время выясняется, что качество официальной свадебной съёмки оставляет желать лучшего, и Джульет просит Марка показать свою копию. Тут и обнаруживается, что свадебная хроника Марка состоит главным образом из крупных планов лица самой Джульет, что определённо может указывать на некоторые испытываемые им чувства. В сочельник Марк под видом ряженого (колядующего) приходит к дверям новоявленных супругов и признаётся Джульет в любви, после чего просто удаляется прочь.

### Джейми и Аурелия
Случайно вернувшись домой, писатель Джейми (Колин Фёрт) узнаёт, что его подруга изменяет ему с его собственным братом. Джейми уезжает во Францию писать новый детектив. Хозяйка дома, который он снимает, рекомендует ему в домоправительницы португалку Аурелию (Лусия Мониc). Аурелия не знает ни слова по-английски, а Джейми — по-португальски, но тем не менее между ними вспыхивает чувство. 
За несколько недель Джейми успевает пройти интенсивный курс португальского языка и на Рождество едет (почему-то во Францию, во всяком случае, такси он ловит в аэропорту Марселя) просить руки Аурелии, которая, как оказалось, за это время успела подучить английский.

### Дэниел и Сэм
Овдовевший отчим Дэниел (Лиам Нисон) пытается справиться с потерей жены и установить контакт с пасынком (Томас Сангстер), которого, как вдруг выясняется, он почти не знает. Отец и сын, которые вначале очень далеки друг от друга, постепенно находят общий язык. Дэниел выясняет, что Сэм влюбился в свою одноклассницу и стремится помочь ему привлечь её внимание. На школьном вечере Дэниел знакомится с Кэрол (Клаудия Шиффер), матерью-одиночкой, и, кажется, есть шанс, что ему снова удастся испытать любовь.
Девочку, в которую влюблён Сэм, зовут Джоанна Андерсон. Но Джоанна Андерсон (Роберта Джоан Андерсон) — это настоящее имя Джони Митчелл, вокруг диска которой разворачивается семейная драма Гарри и Карен.

### Гарри, Карен и Миа
Гарри (Алан Рикман), руководитель рекламного агентства, человек в годах и примерный семьянин. Его секретарша Миа (Хайке Макач) пытается его соблазнить. Он заходит в универсальный магазин и покупает ей на Рождество дорогой кулон. Тем временем его жена Карен (Эмма Томпсон) очень занята подготовкой к Рождеству: пытается поговорить со своим братом премьер-министром Дэвидом (Хью Грант), помогает в постановке школьной рождественской пьесы для своих детей, а также помогает своему другу Дэниелу (Лиам Нисон), переживающему смерть жены. Карен находит дорогой кулон в кармане пальто Гарри и счастливо предполагает, что это рождественский подарок для неё. Когда приходит время открывать подарки, Карен выбирает коробку, в которой, как она полагает, находится кулон, но там оказывается музыкальный диск Джони Митчелл.

### Джон и Джуди
Джон (Мартин Фримен) и Джуди (Джоанна Пейдж) работают студийными дублёрами в постельных сценах на съёмках очень откровенного и, судя по всему, высокобюджетного фильма. Несмотря на то, что по ходу работы им приходится полностью обнажаться и даже имитировать сексуальные акты, они сильно стесняются друг друга и очень робко и застенчиво пытаются подружиться. В финальной сцене в аэропорту они уже помолвлены.

### Дэвид и Натали
Новый премьер-министр Великобритании Дэвид (Хью Грант) чувствует, что ему нравится секретарь Натали (Мартина Маккатчен). Когда Президент США (Билли Боб Торнтон) начинает оказывать ей излишнее внимание (они лишь поцеловались прямо перед пресс конференцией), это приводит к тому, что обычно дипломатичный (даже слишком, по мнению оппозиции) Дэвид делает очень жёсткое заявление относительно своей политической позиции на переговорах. Но излишнее внимание со стороны американца приводит к увольнению Натали. Однако в сочельник, получив трогательную открытку с признанием девушки в её чувствах к нему, Дэвид решает бросить всё и с охраной и машиной сопровождения решает отправиться на её поиски, зная только район и название улицы. Он находит Натали (соседкой которой является Миа) и вместе с её семьёй отправляется на школьное представление в школу, где учится младший брат девушки. В этой же школе учатся и племянники Дэвида — он встречает свою сестру. Во время представления премьер и его экс-секретарша наконец-то ненадолго оказываются наедине (прямо за сценой) и решаются на поцелуй. В этот момент занавес раздвигается, и о романе премьера узнает весь зал (а потом и всё Соединённое Королевство). Потому что любви покорны даже премьер-министры.

### Сара и Карл
Сара (Лора Линни) и Карл (Родриго Санторо) два года работают в одной фирме, симпатизируют друг другу, но никак не решаются познакомиться поближе. Директор фирмы Гарри (Алан Рикман) буквально заставляет их подойти друг к другу на корпоративной вечеринке, но опять ничего не выходит — Саре звонят из клиники, где содержится её психически больной брат: в эту ночь у него обострение и Сара, жертвуя близостью с Карлом, едет к нему. Потому что любовь к брату — это тоже любовь.

### Колин, Тони и американские девушки
Ловелас-неудачник Колин (Крис Маршалл), который не пользуется успехом у «фригидных» англичанок, уезжает на два месяца в США, где, как он считает, все американские девчонки будут хотеть его только из-за его британского акцента. Поскольку сам фильм — рождественская сказка с хорошим концом, именно так и происходит.

### Вырезанная сцена
Директриса школы (Энн Рейд) возвращается домой, к супруге Джеральдин (Фрэнсис де ла Тур), которая — очевидно — серьёзно больна. Они болтают о мелочах, препираются о вкусах сосисок и засыпают в обнимку. А потом, на школьном собрании, открывается, что Джеральдин недавно умерла.
Слова Ричарда Кёртиса про трёхминутный эпизод:

«Мне было искренне жаль жертвовать этим фрагментом. Идея эпизода состоит в том, что герои фильма день за днём сталкиваются с крайне стервозной дамой, директором школы. Но внезапно этот персонаж раскрывается с неожиданной стороны — как женщина, тайно проживающая свою нестандартную любовную драму».— 

## В ролях
- Алан Рикман — Гарри
- Эмма Томпсон — Карен
- Хью Грант — Дэвид
- Кира Найтли — Джульет
- Колин Фёрт — Джейми
- Сиенна Гиллори — девушка Джейми
- Энн Рейд — директриса школы
- Фрэнсис де ла Тур — Джеральдин, супруга директрисы[5]
- Лусия Мониc[англ.] — Аурелия
- Лиам Нисон — Дэниел
- Томас Сангстер — Сэм
- Билл Найи — Билли Мэк
- Грегор Фишер[англ.]  — Джо
- Мартина Маккатчен — Натали
- Чиветел Эджиофор — Питер
- Эндрю Линкольн — Марк
- Лора Линни — Сара
- Родриго Санторо — Карл
- Майкл Фитцджеральд — Майкл
- Крис Маршалл — Колин Фрисел
- Абдул Сэлис[англ.] — Тони
- Хайке Макач — Миа
- Мартин Фримен — Джон
- Джоанна Пейдж — Джуди
- Оливия Олсон — Джоанна
- Билли Боб Торнтон — президент США
- Роуэн Аткинсон — Руфус
- Клаудия Шиффер — Кэрол
- Нина Сосанья — Энни
- Ивана Миличевич — Стэйси
- Дженьюари Джонс — Дженни
- Элиша Катберт — Кэрол-Энн
- Шеннон Элизабет — Харриет
- Дениз Ричардс — Карла
- Лулу Попплуэлл — Дэйзи
- Маркус Бригсток — Мики
- Джулия Дэвис — Нэнси
- Руби Тёрнер — Джин
- Адам Годли — мистер Тренч

## Саундтрек
Саундтрек к фильму написал и составил Крэйг Армстронг. Саундтрек включает в себя:
- Kelly Clarkson — «The Trouble with Love Is»
- Dido — «Here with Me»
- Maroon 5 — «Sweetest Goodbye/Sunday Morning»
- Norah Jones — «Turn Me On»
- Wyclef Jean and Sharissa — «Take Me As I Am»
- Eva Cassidy — «Songbird»
- The Calling — «Wherever You Will Go»
- The Pointer Sisters — «Jump (for My Love)»
- Girls Aloud – «Jump (for My Love)» (звучит во время титров)
- Joni Mitchell — «Both Sides Now»
- Lynden David Hall — «All You Need Is Love»
- The Beach Boys — «God Only Knows»
- Texas — «I’ll See It Through»
- Sugababes — «Too Lost in You»
- Otis Redding — «White Christmas»
- Olivia Olson — «All I Want For Christmas Is You»

Музыка из вырезанных сцен (не была включена в саундтрек):
- Scott Walker — «Joanna»
- Craig Armstrong — «Glasgow Love Theme»
- Carlos Santana — «Smooth»

В версию для Великобритании были также включены композиции Крэйга Армстронга «PM’s Love Theme», и «Sometimes». Также в саундтрек не были включены песни «Puppy Love» от Paul Anka, «Like I love you» от Justin Timberlake, и «Bye Bye Baby» от The Bay City Rollers, которые были использованы в фильме.
Шуточная песенка «Christmas Is All Around», звучащая на протяжении всей картины, была выпущена отдельным синглом. Эта композиция стала кавер-версией к хиту группы Wet Wet Wet 1994 года, возглавлявшему хит-парад Британии на протяжении 15 недель.

## Создание фильма
Ричард Кёртис рассказал  в одном из интервью,  что одной из причин, почему он решил снять такой фильм, было то, что на съёмки каждого романтического фильма у него уходило по 3-4 года — таким образом ему не хватило бы жизни, чтобы реализовать все свои задумки, и он решил соединить сразу несколько фильмов в один и посмотреть, как это у него получится.

### Актёры и роли
Роли ведущих шоу-хитпарада, в котором побеждает Билли Мэк, исполнил дуэт Ant&Dec.
Португальская актриса Лусия Мониc получила свою роль совершенно случайно. Её близкий приятель, занимающийся подбором актёров, послал её фотографии своему коллеге, осуществлявшему кастинг к картине. Вскоре Лусия получила приглашение, пришла на кинопробы и в тот же день ушла из кинопавильона с подписанным контрактом.
Саймон Пегг проходил кастинг на роль Руфуса, продавца ожерелья.
Сотрудник магазина, продающий Гарри дорогое ожерелье, — камео Роуэна Аткинсона, легендарного Мистера Бина, одним из создателей которого является сценарист и режиссёр «Реальной любви» Ричард Кёртис. По первоначальному замыслу Роуэн Аткинсон должен был сыграть роль ангела.

### Съёмки
Съёмки проходили со 2 сентября по 26 ноября 2002 года.
Первые кадры фильма, представляющие собой многочисленные встречи близких в аэропорту, снимались без привлечения статистов. Съёмочная группа расставила камеры в Хитроу и снимала случайных людей, у которых впоследствии спрашивали согласие на использование этих видеоматериалов в картине.
Озеро, в котором плескались герои Лусии Монис и Колина Ферта, в действительности было глубиной всего в 45 см, и актёрам пришлось проявить немалую сноровку, чтобы на экране эта сцена выглядела достоверной. Кроме того, во время съёмок этого эпизода Колин был жестоко искусан москитами, и актёру даже пришлось прибегнуть к услугам медиков.

## Релизы
- Фильм вышел в прокат в Боливии, США и Ливане 14 ноября 2003 года[12], в Великобритании, Швеции и ЮАР — 21 ноября 2003 года[12], в Индии, Колумбии и Панаме — 19 декабря 2003 года[12], в Австралии — 26 декабря 2003 года[12], в Румынии — 16 января 2004 года[12][13].
- Релиз картины на DVD стал самым востребованным на территории Великобритании в 2004 году[источник не указан 294 дня].
- Релиз на видео февраль 2004 года от «СОЮЗ-Видео», на DVD от «CP-Digital»[источник не указан 294 дня]. На Украине, Казахстане и Белоруссии выпущены от «Интер-Фильм» совместно с «Союзвидео» на видео, позже выпущена с лицензионной обложкой на DVD[источник не указан 294 дня]. Переиздание на DVD 26 ноября 2009, «CP-Digital», релиз на Blu-Ray 17 декабря 2009, «CP-Digital»[источник не указан 294 дня].

## Награды
- Премия BAFTA за лучшую мужскую роль второго плана (Билл Найи)
- Премия журнала Empire (лучший британский фильм, лучшая британская актриса, лучший новичок)
- Премия Лондонского кружка кинокритиков (лучший британский актёр года в роли второго плана, лучшая британская актриса года в роли второго плана)
- Премия Ассоциации кинокритиков Лос-Анджелеса за лучшую мужскую роль второго плана

### Номинации
- Премия Александра Корды
- Премия BAFTA за лучшую женскую роль второго плана
- Премия «Золотой глобус» за лучший фильм — комедия или мюзикл
- Премия «Золотой глобус» за лучший сценарий
- European Film Awards (лучшая мужская роль, лучший режиссёр)
- Премия «Спутник» (лучший актёр второго плана — комедия или мюзикл, лучшая актриса второго плана — комедия или мюзикл)

## Продолжение
В 2017 году вышло короткометражное продолжение «Red Nose Day Actually» («День красных носов»), рассказывающее о том, как сложилась жизнь героев спустя 13 лет.